# Отмечаль
Отмечаль — левый приток реки Лемазы в Мечетлинском и Дуванском районах Башкортостана.
Ближайшее поселение к истоку — деревня Октябрьск Мечетлинского района. Левый приток — река Дуло — впадает в Отмечаль в верхнем течении.
Отмечаль течёт по безлесной гористой местности. Возле устья со стороны леса (урочище Булатовка) образует большие овраги.
Река служила межой между сельсоветами. Цитата из «Закона Республики Башкортостан от 17.12.2004 № 126-з (ред. от 19.11.2008) „О границах, статусе и административных центрах муниципальных образований в Республике Башкортостан“»:

От узловой точки 23, обозначающей место пересечения границ муниципального образования Тастубинский сельсовет, муниципального образования Вознесенский сельсовет, муниципального образования [Лемазинский сельсовет], на северо-восток 1,4 км по реке Отмечаль до поворотной точки 24.
От поворотной точки 24 на северо-запад 1,8 км по реке Отмечаль до поворотной точки 25.